# Leporinus niceforoi
Leporinus niceforoi är en fiskart som beskrevs av Fowler, 1943. Leporinus niceforoi ingår i släktet Leporinus och familjen Anostomidae. Inga underarter finns listade i Catalogue of Life.